# Mabel Cadena
Mitzi Mabel Martínez Cadena (Atizapán de Zaragoza, Estado de México, 23 de septiembre de 1990), conocida como Mabel Cadena, es una actriz mexicana de cine, teatro y televisión conocida por interpretar a Amada Díaz en la película El baile de los 41 (2020) del director David Pablos, Ramira en La diosa del asfalto (2020) de Julián Hernández Pérez, y a Tecuelhuetzin en la serie de televisión Hernán (2019). Hizo su debut en Hollywood interpretando a Namora en la película de 2022, Black Panther: Wakanda Forever.

## Biografía
Cadena nació en Atizapán, Estado de México pero creció en Minatitlán, Veracruz. Estudió la licenciatura en Psicología y posteriormente una maestría después de graduarse de la carrera de actuación. Inició su formación en la academia CasAzul Artes Escénicas Argos en Tlalnepantla de Baz, Estado de México.  Inició actuando en algunas obras de teatro cómo Enemigo de Clase de Sebastián Zurita, Las lágrimas de Edipo de Wajdi Mouawad de Hugo Arrevillaga, Manual De Desuso de Edurne Goded, In Memoriam de José Caballero, Los Motivos del Lobo de Rodolfo Obregón, y Gardenia Club de Lila Áviles, entre otras.

## Carrera
Mabel saltó a la televisión en 2012, interpretando el papel de Adela Rosa Chávez en la serie de televisión Capadocia para HBO Latinoamérica. Su carrera continuó en televisión en producciones tales como Camelia la Texana (2014), El Señor de los Cielos (2014), Érase una Vez (2017), Las Malcriadas (2017), El Vato (2017), Ingobernable (2017), Por la Máscara (2018), La Bandida (2018), Monarca (2019) y Hernán (2019).
Cadena incursiona en el cine con la producción Los adioses (2016), La diosa del asfalto (2020) de Julián Hernández Pérez y El baile de los 41 (2020) de David Pablos, papel que la popularizó en México al interpretar a Amada Díaz, hijastra de Porfirio Díaz.  Entre los cortometrajes en los que ha participado están Menage à trois (2015), Fight Back (2017), Cuatro minutos (2021), entre otros.
Mabel debuta en Hollywood en 2022 con la película de Marvel Studios, Black Panther: Wakanda Forever en el papel de Namora, la prima de Namor. Antes de obtener el papel para la cinta no hablaba inglés ni sabía que su audición era para una cinta de Marvel. Tres meses después, la producción le pidió que grabara un video donde mostrara sus habilidades físicas, como boxeo, montar a caballo y haciendo acrobacias. Una semana más tarde la actriz recibe una llamada de la producción anunciando su integración al proyecto. Tras la noticia se muda a Atlanta, Georgia, en dónde pasó nueve meses tomando clases de inglés y preparándose físicamente para el personaje. La actriz compartió escenas con Tenoch Huerta.

## Vida personal
Desde octubre de 2022 tiene una relación con la directora teatral Ana Lorena Ríos.

## Filmografía

### Televisión
| Año  | Título                 | Personaje                  |
| ---- | ---------------------- | -------------------------- |
| 2012 | Rosa diamante          | La Caimana                 |
| 2012 | Capadocia              | Adela Rosa Chávez          |
| 2014 | Camelia la Texana      | Valeria                    |
| 2014 | El Señor de los Cielos | Mercedes                   |
| 2017 | Érase una vez          | Evelina                    |
| 2017 | Las Malcriadas         | Juana Ortiz                |
| 2017 | El Vato                | Meche                      |
| 2017 | Ingobernable           | Citlalli López             |
| 2018 | Por la máscara         | Usnavy                     |
| 2018 | La bandida             | Pilar                      |
| 2019 | Hernán                 | Doña Luisa / Tecuelhuetzin |
| 2019 | Monarca                | Itzel                      |
| 2021 | No fue mi culpa        | Julia                      |
| 2021 | Los enviados           | Helena Flores              |
| 2022 | Señorita 89            | Nora                       |
| 2023 | Drag Race México       | Ella misma / Juez invitada |
| 2024 | Bandidos               | Inés                       |

### Cine
| Año  | Título                                                            | Personaje     |
| ---- | ----------------------------------------------------------------- | ------------- |
| 2016 | Ménage à Trois (corto)                                            | Cris          |
| 2016 | Los adioses                                                       | No acreditada |
| 2018 | Dos veces tú                                                      | Enfermera     |
| 2020 | La diosa del asfalto                                              | Ramira        |
| 2020 | El baile de los 41                                                | Amada Díaz    |
| 2021 | Cuatro Minutos (corto)                                            | Chica         |
| 2022 | Black Panther: Wakanda Forever                                    | Namora        |
| 2022 | Venganza póstuma (corto)                                          | ?             |
| 2025 | Alexander and the Terrible, Horrible, No Good, Very Bad Road Trip | Lupe          |
| 2026 | Avengers: Doomsday                                                | Namora        |

## Premios y nominaciones

#### Premio Ariel
| Año  | Categoría            | Trabajo nominado     | Resultado |
| ---- | -------------------- | -------------------- | --------- |
| 2021 | Actriz principal     | El baile de los 41   | Nominada  |
| 2022 | Coactuación femenina | La diosa del asfalto | Nominada  |